# Katalánské národní umělecké muzeum
Katalánské národní umělecké muzeum (katalánsky Museu Nacional d’Art de Catalunya, španělsky Museo Nacional de Arte de Cataluña, zkratkou MNAC) je muzeum v Barceloně. Sídlí v budově Národního paláce (Palau Nacional) na úpatí pahorku Montjuïc, jež byla otevřena roku 1929 u příležitosti světové výstavy Exposició Internacional de Barcelona; rozlehlou novorenesanční stavbu navrhli Eugenio Cendoya a Enric Catà. Pod MNAC patří další tři instituce, knihovna Biblioteca Museu Víctor Balaguer, sídlící ve Vilanova i la Geltrú, a muzea Museu de la Garrotxa (Olot) a Museu Cau Ferrat (Sitges). 
Katalánské muzeum umění bylo v roce 1934 umístěno do Palau Nacional a v roce 1990 bylo prohlášeno za národní muzeum podle zákona o muzeích schváleného katalánskou vládou.
Nejvýznamnější část sbírek tvoří románské umění (jedna z nejrozsáhlejších sbírek děl této epochy na světě) a katalánské gotické umění. Jsou zde však zastoupena i reprezentativní díla mladších epoch, například El Greco a Velázquez. Dále jsou vystaveny i sbírky mincí, grafiky a fotografií.